# Roy Cooper
Roy Asberry Cooper III (Nashville, Észak-Karolina, 1957. június 13. –) amerikai jogász és politikus, Észak-Karolina 75. kormányzója 2017 és 2025 között. A Demokrata Párt tagja, 2001 és 2017 között Észak-Karolina államügyésze volt, illetve 1987 és 2001 között szolgált az állam képviselőházában és szenátusában is.
Az Észak-karolinai Egyetem tanulója volt, 1979-ban fejezte be tanulmányait, majd ügyvédként kezdett el dolgozni. 1986-ban megválasztották Észak-Karolina Képviselőházába a 72. kerületben, az egyik leghatékonyabb képviselő volt a törvényhozásban, majd 1991-ben kinevezték az állami szenátus tagjának, amely posztot egy évtizedik töltött be, egy ideig többségi vezetőként. 2000-ben megválasztották államügyésznek, majd újraválasztották 2004-ben, 2008-ban és 2012-ben, 16 évig volt hivatalban. Az állam történetének második leghosszabb ideig hivatalban lévő államügyésze volt. Népszerűsége terminusa közben olyan magas volt, hogy már 2008-ban, illetve 2012-ben felkérték, hogy induljon a kormányzói posztért, 2010-ben pedig a nemzeti szenátusi székért.
A 2016-os kormányzóválasztáson legyőzte a republikánus Pat McCroryt, Cooper lett az első jelölt az állam történetében, aki diadalmaskodni tudott egy hivatalban lévő kormányzó felett. 2020-ban újraválasztották az alkormányzó Dan Forest elleni választáson. Ugyan a republikánusokkal teli állami törvényhozás arra törekedett, hogy csökkentse a kormányzó hatalmét az államban, mielőtt Cooper hivatalba lépett, a nashville-i politikus így is sikeres lett terminusa idején.